# 矮蒿
矮蒿（学名：Artemisia lancea）为菊科蒿属的植物。分布于台湾岛、朝鲜、印度、俄罗斯、日本以及中国大陆的湖北、云南、河南、黑龙江、安徽、山东、福建、湖南、吉林、广东、贵州、江西、陕西、内蒙古、江苏、河北、辽宁、广西、浙江、山西、四川、甘肃等地，生长于海拔300米至1,400米的地区，一般生长在荒坡、低海拔至中海拔地区的林缘、路旁或疏林下。

## 别名
牛尾蒿[植物名实图考（部分）]，小艾（台湾植物志），野艾蒿（江苏植物志），细叶艾（南方俗称），小蓬蒿（浙江）

## 异名
- Artemisia feddei Levl. et Vant.